# Грона гніву (роман)
Грона гніву (англ. The Grapes of Wrath) — роман американського письменника Джона Стейнбека, в якому розповідається історія переселення фермерської родини з Оклахоми до Каліфорнії в роки Великої депресії. Роман вийшов друком 1939 року й здобув національну літературну премію та Пулітцерівську премію. Він фігурував також у переліку творів, за які Джон Стейнбек отримав 1962 року Нобелівську премію.
У 1940 році Джон Форд зняв за мотивами роману однойменний фільм з участю Генрі Фонди. Роман Джона Стейнбека для екранної версії дуже пом'якшили і перетворили на майже зовсім позбавлену широкого політичного кута сімейну драму, перетлумачивши фінальний діалог Тома Джоуда (Генрі Фонда) так, що з нього зникло почуття виразного суспільного гніву, залишивши тільке туманне обурення з позицій моралі,що відбірало значну частину часу і місця, а також душі картини.
Українською роман переклала Ольга Смольницька («Грона Гніву», Київ, КМ-Букс, 608с., 2018).

## Сюжет
Розповідь починається після того, як Тома Джоуда випускають на поруки з в'язниці Макалестера, де він відбував термін за вбивство. 
Дорогою додому він зустрічає колишнього проповідника Джима Кейзі, якого він пам'ятав ще зі школи. Коли вони добираються до ферми, де Том провів дитинство, виявляється, що вона покинута. Від старого сусіда Малі Грейвза вони довідуються, що родина перебралася до ферми дядька Джона. Грейвз розповідає також, що банк виселив усіх фермерів з землі, але він сам відмовився виїхати. 
Наступного ранку Том і Кейзі добираються до ферми дядька Джона саме тоді, як родина Тома завантажує своє майно на вантажівку. Пиловий казан знищив урожай, і родина не може виплатити борги. Тепер вони сподіваються знайти щастя в Каліфорнії, куди їх закликають переселитися листівки, обіцяючи гарну платню. Джоудів привабила ця реклама, й вони вирішили вкласти все, що мали, в переселення. Хоча Том розуміє, що виїхати з Оклахоми означає порушити умови виходу з в'язниці, він зважується ризикнути. Родина запрошує Кейзі з собою. 
На дорозі 66 родина Джоудів бачить інших переселенців, що спокусилися на ті ж обіцянки. На зупинці вони чують розповіді тих, хто вже повертається з Каліфорнії. Ці розповіді змушують їх замислитися — те, що їх чекає, може не виправдати сподівань. Дорогою помер дід, і його поховали в полі, бабуся померла вже поруч із кордоном Каліфорнії, а Ной, старший син, та Конні, чоловік Роуз, вагітної доньки Джоуда, покинули гурт. Усі решта під проводом мами усвідомлюють, що в них не залишається жодного іншого виходу — треба йти далі, в Оклахомі в них уже нічого не залишилося. 
На місці вони розуміють, що на добру платню годі сподіватися, бо існує надлишок робітників, прав вони не мають, великі фермери домовилися між собою, а дрібні фермери страждають від зниження цін. Є промінчик надії в таборі Відпеч, чистому й доглянутому, яким завідує спеціальний адміністративний комітет з проблем переселенців. Цей комітет було організовано для допомоги мігрантам, але йому бракує грошей і місця, щоб забезпечити всіх, хто потрапив у скруту. Оскільки табір федеральний, то над ним не має влади місцеві каліфорнійські органи, що постійно допікають прибульців і провокують їх.
Деякі робітники намагаються боротися з експлуатацією, організувавши профспілки. До них належить Кейзі. Він потрапив до в'язниці, взявши на себе провину за напад на надто грубого представника місцевої влади. Решта Джоудів працює штрейкбрехерами на тій самій плантації персиків, де Кейзі організовує страйк. Доходить до насильства. Том Джоуд стає свідком побиття Кейзі, приходить йому на допомогу й убиває нападника. Йому доводиться утікати. Джоуди переселяються на ферму, що спеціалізується на бавовні, але там Тома можуть упізнати. 
Том прощається з матір'ю, обіцяючи, що куди б він не втік, він усюди буди невтомно захищати пригнічених. Дитина Роуз народжується мертвою, однак мама Джоуд тримається стійко, змушуючи родину долати всі перипетії. Коли почалися дощі, помешкання Джоудів залило, й вони перебираються на вище місце. Там, у старій стодолі вони застають сина й батька, що вмирає з голоду. Роуз пропонує йому посмоктати свої груди, рятуючи від смерті. Це єдиний вчинок родини Джоудів, що виявився не марним.

## Критика
Грона гніву вважається одним із найвизначніших творів американської літератури. Його вивчають в американських школах та університетах і детально аналізують.
Водночас, його сприйняли неоднозначно, особливо каліфорнійські фермери, вказуючи на те, що Стейнбек перебільшив страждання в таборах переселенців, прагнучи до політичної вигоди. Автора звинувачували в пропаганді комуністичних поглядів. Публікація роману стала національною подією. Подекуди його забороняли й навіть спалювали, але головне, що його читали. Стейнбек відповідав на закиди своїх супротивників, що він сам бував у таборах для переселенців, і що нестерпні умови життя в них ламають людські душі.

## Виноски
1. ↑  Бібліотека Конгресу — 1800.
2. ↑  
Cordyack, Brian. 20th-Century American Bestsellers: John Steinbeck, The Grapes of Wrath. Graduate School of Library and Information Science, University of Illinois, Urbana-Champaign. Архів оригіналу за лютий 24, 2005. Процитовано 18 лютого 2007.
3. ↑  Shillinglaw, Susan; Benson, Jackson J (2 лютого 2002). Of Men and Their Making: The Non-Fiction Of John Steinbeck. London: Penguin. Архів оригіналу за 11 жовтня 2008. Процитовано 17 грудня 2008.